# Beer Ajam
Beer Ajam (tiếng Ả Rập: بئر عجم, đã Latinh hoá: Biʾr ʿAjam, cũng đánh vần Bir Ajam, lit. "Mùa xuân của những người không phải là người Ả Rập") là một ngôi làng ở tỉnh Quneitra thuộc khu vực Cao nguyên Golan do Syria kiểm soát. Nó đã có người ở khoảng 150 năm. Những ngôi nhà đầu tiên của nó được xây dựng vào năm 1872. Các địa phương lân cận bao gồm Quneitra ở phía bắc, Naba al-Sakhr ở phía đông bắc, al-Harra ở phía đông, Namer ở phía đông nam và Bariqa ở phía nam. Theo Cục Thống kê Trung ương Syria (CBS), Beer Ajam có dân số 353 người trong cuộc điều tra dân số năm 2004. Cư dân của nó là người Circassian từ các bộ lạc Abadzekh và Kebertei.

## Lịch sử

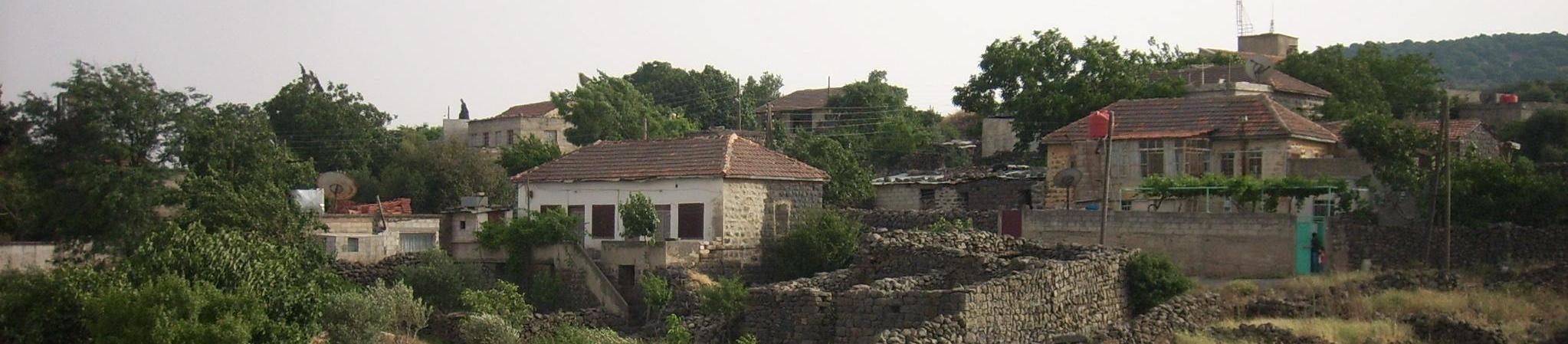
Làng cổ

Vào cuối thế kỷ 19, Bia Ajam được mô tả là một ngôi làng Circassian rộng lớn và thịnh vượng với 80 ngôi nhà giống như các túp lều và tổng dân số 340 người. Nó được xây dựng ở những phần riêng biệt, có suối nước nóng ở phía bắc và bên cạnh một cái ao ở phía nam.

### Dịch chuyển và tái thiết
Ngôi làng đã bị bỏ hoang gần 10 năm sau khi Israel chiếm đóng Cao nguyên Golan trong Chiến tranh Sáu ngày năm 1967. Một phần của Golan nơi ngôi làng tọa lạc đã được trả lại cho Syria như một phần của sự thảnh thơi năm 1974 của Israel từ khu vực đó, mặc dù cư dân của nó không thực sự quay trở lại cho đến cuối thập niên 1970.
Chính phủ đã hoàn thành việc xây dựng những ngôi nhà mới ở phía bắc của ngôi làng vào năm 1986 để khuyến khích người dân trở về. Tuy nhiên, một nửa trong số những ngôi nhà đó vẫn chưa có người ở. Việc tái thiết cũng bao gồm một nhóm làng khác trong khu vực.

### Nội chiến Syria
Vào ngày 4 tháng 11 năm 2012, Quân đội Israel tuyên bố ba xe tăng của Quân đội Syria đã vào Bia Ajam trong một chiến dịch chống lại phiến quân chống chính phủ đang cố gắng lật đổ chính phủ Syria Bashar al-Assad như một phần của cuộc nội chiến Syria đang diễn ra. Israel đã đệ đơn khiếu nại chính thức với các lực lượng gìn giữ hòa bình của Liên Hợp Quốc duy trì thỏa thuận ngừng bắn giữa Israel và Syria ở khu vực Cao nguyên Golan. Chiến dịch bị cáo buộc sẽ là sự hiện diện quân sự đầu tiên tại Bia Ajam kể từ năm 1973. Ngôi làng được báo cáo là dưới sự kiểm soát của phiến quân vào ngày 13 tháng 11. Vào ngày 26 tháng 7 năm 2018, quân đội Syria đã lấy lại thị trấn sau khi phiến quân đầu hàng và bàn giao vũ khí hạng nặng và trung bình cho quân đội.

## Nhân khẩu học
Các cư dân thường trú trong làng là khoảng 400 người Circassian. Họ được ước tính chỉ là một phần tư của những gì họ nên, phần còn lại thích ở lại thủ đô hoặc người di cư. Giới tính chiếm 55% nam và 45% nữ. Khoảng 40% dân số có quyền truy cập vào máy tính. Thu nhập trung bình hàng tháng của một gia đình là khoảng €300 (số liệu thiếu chính xác).
Vào mùa hè, hoạt động du lịch tăng đáng kể và kết quả là dân số có thể tăng gấp đôi hoặc thậm chí gấp ba. Nhiều du khách là người thân đến từ các ngôi làng khác trong khu vực, bao gồm các ngôi làng ở khu vực do Israel kiểm soát ở Cao nguyên Golan. Nhiều sự phát triển bất động sản đã diễn ra gần đây, và nhiều cơ hội kinh doanh mới đã được tạo ra. 

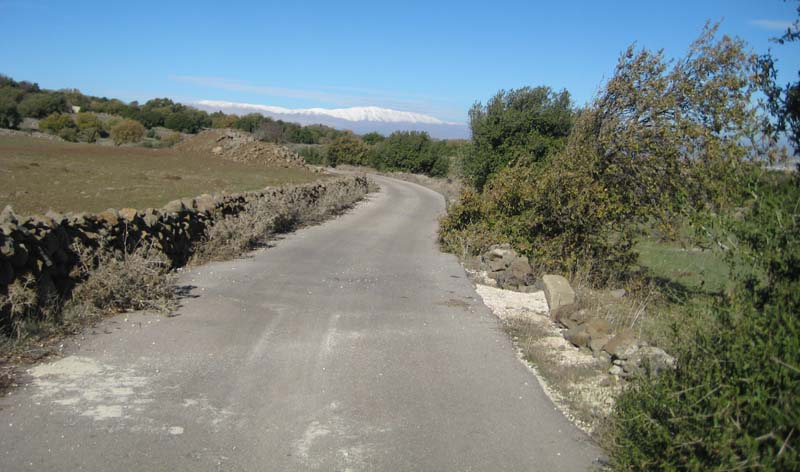
Phong cảnh với núi Hermon trên đường chân trời

## Thiên nhiên và động vật hoang dã
Khí hậu ôn hòa vào mùa hè và lạnh vào mùa đông. Ngôi làng được bao quanh bởi những khu rừng, nơi cây sồi, Butm, Azaapop, cây đào dại và cây lê có rất nhiều. Động vật hoang dã bao gồm cáo và chó rừng, lợn hoang dã, Gharbra hoang dã và các loài khác, ngoài ra còn có một số loại chim, bao gồm Album, Cuốc, chim én, liên minh và Arur. Sự đa dạng động vật đã bị suy giảm liên tục, đe dọa loại bỏ hoàn toàn động vật hoang dã địa phương. Không có lý do rõ ràng cho điều này, nhưng người ta tin rằng sự suy giảm diện tích được bao phủ bởi thảm thực vật bên cạnh việc mở rộng hoạt động của con người và mở thêm nhiều con đường góp phần rất lớn.

## Nông nghiệp và chăn nuôi
Nông nghiệp tập trung vào cây ô liu, nho, hạnh nhân và lei, việc sản xuất động vật phụ thuộc vào bò, tạo thành nguồn thu nhập cho nhiều gia đình. Gia cầm, cừu, ngoài việc nuôi ong rộng rãi.